# Der strohhalm
der strohhalm, meist nur Strohhalm genannt, war von 1949 bis zu seiner Schließung 1969 ein „Künstlerclublokal“ und eine Bar zuletzt im Stadtzentrum von Braunschweig an der Ecke Steinweg 37/Ritterbrunnen 1.

## Geschichte

### Erste Jahre
Ende der 1940er Jahre wurde eine gesellige Vereinigung ähnlich den Serapionsbrüdern E. T. A. Hoffmanns in einer Braunschweiger Privatwohnung unter dem Namen „Café Bohème“ ins Leben gerufen. Gründungsmitglieder waren unter anderem der Maler und Grafiker Gerd Burtchen, die Malerin Charlotte Gmelin-Wilke, der Fotograf Heinrich Heidersberger und der Schriftsteller Peter Lufft. 1949 folgte der Umzug in die im östlichen Ringgebiet gelegene Marienstraße 52. Von diesem Zeitpunkt an trug der Treffpunkt den Namen „der strohhalm“, der von dem Schauspieler Alfred Hansen ersonnen worden war. Während der Zeit in der Marienstraße wurde die Bar von Mally Wilke, der Witwe des Karikaturisten Rudolf Wilke, betrieben. Von Beginn an war die Bar ein Treffpunkt für Schauspieler, Maler, Journalisten und Schriftsteller aus Braunschweig bzw. denen, die sich gerade in der Stadt aufhielten oder dort gastierten. An den Wänden der Bar hingen zahlreiche signierte Autogrammkarten und in den Gästebüchern befanden sich Fotos mit Widmungen der berühmten Besucher.
Inhaber der Künstlerkneipe war von 1949 bis 1969 der galizische Jude Zenobjucz Messing (geb. 1898/99, gest. 1980) kurz nur „Ziggy“ oder „Siggi“ genannt und dessen Ehefrau Gertrud „Puppa“, geb. Lejsky. Messing scheint eine ebenso schillernde wie zwielichtige Persönlichkeit gewesen zu sein: Von 1931 bis zur „Machtergreifung der Nationalsozialisten“ 1933 war er Geschäftsführer des Berliner Künstlerlokals „Groschenkeller“, und auch in Litzmannstadt, Warschau und Lübeck war er tätig. Er hatte einen Ruf als Kleinkrimineller, Kartenzinker und Falschspieler. Seine „Kartenkunststücke“, insbesondere das Kümmelblättchen, demonstrierte er oft und gern. Beim Ullstein Verlag brachte er seine ausgefeiltesten Spielkünste später als Buch heraus. In der Endphase der Weimarer Republik soll Messing als V-Mann für die Berliner Kriminalpolizei, während des Zweiten Weltkrieges als eine Art jüdischer Kollaborateur der Nationalsozialisten tätig gewesen sein.
Kurz nach Kriegsende kam das Ehepaar nach Braunschweig. 1950 schließlich ermittelte die dortige Kriminalpolizei unter dem Aktenzeichen 1 Js 278/50 gegen den Staatenlosen. Ihm wurden „Verbrechen gegen die Menschlichkeit“ vorgeworfen, da Messing mit der Gestapo zusammengearbeitet und andere Juden ausgeplündert und ermordet haben soll. Nach dem Überfall auf Polen soll Messing Juden in Łódź dazu gedrängt haben, in das Warschauer Ghetto überzusiedeln, da die dortigen Lebensbedingungen besser seien. Messing soll zudem gegen Geldzahlungen der Juden deren Transport nach Warschau organisiert haben, so die widersprüchlichen Aussagen einiger Zeugen 1950. Der Fall war im Nachkriegsdeutschland so bekannt, dass er Messing im August 1950 eine Titelstory des Nachrichtenmagazins „Der Spiegel“ verschaffte. Das Verfahren wurde später ergebnislos eingestellt.

### Hochzeit und Niedergang
1955 zog „der strohhalm“ in die Räumlichkeiten Steinweg 37/Ritterbrunnen 1. Am neuen Standort entwickelte sich die Kneipe endgültig zum überregional bekannten Künstler- und Prominententreff der Stadt. Gäste waren neben zahlreichen bekannten Braunschweiger Künstlern wie Ingeborg Riehl, Norbert Schultze,  Peter Lufft oder Heinrich Heidersberger auch in der Stadt gastierende, wie zum Beispiel die in Braunschweig aufgewachsenen Schauspieler Hansjörg Felmy und Gustav Knuth, aber auch Filmgrößen der 1950er und 1960er Jahre wie Hans Albers, Rudolf Forster, Cornelia Froboess, Hanns Lothar oder Hildegard Knef, Claus Peymann, Anneliese Rothenberger, Bubi Scholz, Vera Tschechowa, Vico Torriani, Karl-Heinz Vosgerau, Paula Wessely, aber auch Elias Canetti und andere mehr.
Im Laufe der 1960er Jahre verlor „der strohhalm“ allmählich an Attraktivität, sodass sich das Ehepaar Messing 1969 ins Privatleben zurückzog und ein neuer Pächter das Lokal unter dem alten Namen, aber für ein anderes, jüngeres Publikum, wieder eröffnete. Ab diesem Zeitpunkt trafen sich dort hauptsächlich die Schüler der vier Innenstadt-Gymnasien Gaußschule, Kleine Burg, Martino-Katharineum und Wilhelm-Gymnasium. In den 1980er Jahren schloss „der strohhalm“ dann endgültig. 2008 wurde die gesamte Häuserzeile aus den frühen 1950er Jahren schließlich abgerissen und durch den Neubau einer Bankfiliale ersetzt.